# خوان پارالتا
خوان پارالتا (اسپانیایی: Juan Peralta‎؛ زادهٔ ۱۷ مهٔ ۱۹۹۰) ورزشکار دوچرخه‌سواری پیست اهل اسپانیا است. وی در بازی‌های المپیک تابستانی ۲۰۱۲ و ۲۰۱۶ شرکت کرده است.